# The Grizzly King
The Grizzly King: A Romance of the Wild è un romanzo del 1916 scritto da James Oliver Curwood. Il racconto ispirò il regista francese Jean-Jacques Annaud, che nel 1988 diresse, su una sceneggiatura di Gérard Brach, il film L'orso.